# 全力教室
『全力教室 ～成功へのマジックワード～』（ぜんりょくきょうしつ）は、フジテレビ系列にて2013年4月21日から2014年3月23日まで毎週日曜日 21:00 - 21:54（JST）に放送されていた教養バラエティ番組である。
同年9月22日までは『テレビシャカイ実験 あすなろラボ』（テレビしゃかいじっけん あすなろラボ）という番組名で放送しており、通称は「テレビシャカイ実験」「あすなろラボ」であった。『あすなろラボ』までは花王の単独スポンサー番組であったが、『全力教室 ～成功へのマジックワード～』移行後は花王を含んだ複数社提供番組となっている。

## 概要
前番組『ドラマチック・サンデー』が2013年の春改編により終了し、その後番組として放送されることとなった。同枠がバラエティ枠になるのは、タモリ・高島彩などが出演していた『エチカの鏡〜ココロにキクTV〜』以来、2年半ぶりの復活となる。本番組の司会に起用された高島は2年半ぶりの同枠復帰でもある。
コンセプトは「明日はヒノキになろう」という「あすなろ」の精神で、テレビを通して今よりも充実した暮らしにしていくための社会実験を試みるというもので、その実験のテーマは最近の「気になる話題」を題材とする。
番組では「テスター」というレポーターが社会実験を体験すべく様々な社会の諸問題についての現地取材を展開し、その問題の解決策などについて取り組んだりする。単発的な取材ではなく、テスターが答えを見つけ出すまでの長期取材・長時間取材が番組の中心となる。また、視聴者にもFacebookを活用して、「社会実験」に参加できるような試み（視聴者参加型番組）も行う。視聴者の意見やアドバイスなどを取材に反映させるとしている。
2013年6月9日放送の東進ハイスクール講師・林修を講師とする「授業企画」が番組最高視聴率12.2%（関東地区、ビデオリサーチ調べ）を記録。これ以降も別の講師による同企画を放送したところ、視聴者から支持を受けていることを受け、同年10月20日から、番組内容を同企画に特化し、さらに進化させ、「全力教室」（副題込みの番組名は「全力教室 〜成功へのマジックワード〜」）として改題・リニューアルされることになった。あくまで新聞の番組表やEPGでは、改題されて「新番組」扱いとされたが、番組の中身自体はリニューアル程度の改変であった。
2013年12月1日放送回からは番組内容をテコ入れさせ、一般視聴者から司会の加藤・高島とゲストが授業を受けるスタイルになっている。更に2013年12月15日には、番組開始以来初の緊急生放送でTHE MANZAIの後の放送だったため、優勝者・ウーマンラッシュアワーが出演した。

## 出演者

### 司会
- 加藤浩次（極楽とんぼ）
- 内田嶺衣奈（フジテレビアナウンサー）

### 『テレビシャカイ実験 あすなろラボ』時代のテスター（レポーター）
- 中尾彬 - 「370年ぶりに日本三景を探したら新たな三景は生まれるのか?」
- 竹下景子 - 「お客さんが代金を決める屋台は成立するのか?」
- 髙嶋政宏 - 「47都道府県 絶対ハズさないご当地A級グルメ店は?」「地元の人100人に聞くと絶対にハズさないご当地レストランは見つかるのか!?」「お客さんが代金を決める屋台は成立するのか?」（MCの高島彩と同じ名字だが、字違いである。本人を呼ぶのに区別するため、「テスターT」と呼ばれている）
- 鈴木奈々 - 「日雇い労働だけで世界一周できるのか?」「英語ができない鈴木奈々は外国で働けるのか?」「観光大使をしている有名人は一口食べただけで地元の名産品を当てられるのか?」
- キンタロー。 - 「ダンスゲーム（Dance Evolution ARCADE）の達人を集めたら人気ユニットは生まれるのか?」
- ハマカーン （浜谷健司・神田伸一郎）- 「番組スポンサーにアピールし続けると若手芸人でもCMに出られるのか?」「商店街で長年売れ残った服は原宿で売れるのか?」
- 渡辺裕太 - 「65歳以上が半数を超える『限界集落』に若者は戻ってくるのか?」（長期企画の予定であったが、『全力教室』へのリニューアル後はレギュラー放送内では放送されない。なお、2013年11月24日 16:15 - 17:25にローカルセールス枠ながらも、単発特番『限界集落SP』としてリニューアル前の続きが放送された[5]）
- 落合務 - 「一流シェフはファミレスのサラダバーの食材だけを使ってフルコースを作れるのか?」「100円ショップで売っている食材でフルコースを作れるのか?」
- 菰田欣也 - 「一流シェフはファミレスのサラダバーの食材だけを使ってフルコースを作れるのか?」
- 神谷昌孝 - 「一流シェフはファミレスのサラダバーの食材だけを使ってフルコースを作れるのか?」
- 笠原将弘 - 「一流シェフは100円ショップで本格懐石料理を作れるのか?」
- 佐藤健司（ボディペインター） - 「ボディペインターが洋服の絵を描いたら パンツ一丁で街に出ても誰にもバレないのか!?」
- 鉄拳 - 「鉄拳のパラパラ漫画を見せたらヤンキーは泣くのか?」
- 東国原英夫 - 「観光大使をしている有名人は一口食べただけで地元の名産品を当てられるのか?」
- 要潤 - 「観光大使をしている有名人は一口食べただけで地元の名産品を当てられるのか?」
- 松永猛裕 - 「部屋の中で見られる打ち上げ花火は作れるのか!?」
- テツandトモ（テツ・トモ） - 「少数民族はあるあるネタで笑うのか?」
- 小峠英二（バイきんぐ） - 「我が子を想う母親は息子の大好物を作れるのか?」
- 東進ハイスクール講師陣 - 「たった1回の授業で落ちこぼれをヤル気にさせる事ができるのか?」
  - 林修
  - 安河内哲也
- 岸博幸 - 「ヤンキーを相手にアベノミクスで得する方法を伝授できるのか?」
- 乙武洋匡 - 「学校問題で悩むお母さん達を救えるのか!?」

### 過去の司会者
- 高島彩（フリーアナウンサー）
  - 2014年2月23日放送回を以て降板。

### 『全力教室』移行後の放送リスト
| 回数 | 放送日         | 講師                                         | 内容                                                        | 備考   |
| ---- | -------------- | -------------------------------------------- | ----------------------------------------------------------- | ------ |
| 1    | 2013年10月20日 | 美奈子                                       | 型破り!「ほったらかし子育て法」                             |        |
| 2    | 2013年10月27日 | 坂上忍                                       | 元天才子役VS売れない子役                                    |        |
| 3    | 2013年11月3日  | 茂木健一郎                                   | 東大卒脳科学者VS現役東大生                                  |        |
| 4    | 2013年11月10日 | DaiGo                                        | メンタリストVSヤンキー                                      |        |
| 5    | 2013年11月17日 | IKKO                                         | IKKO VS ダメ女                                              |        |
| 6    | 2013年11月24日 | イネス・リグロン エリカ・アンギャル          | イネス&エリカVS「女」を忘れた女性達                         |        |
| 7    | 2013年12月1日  | いっこく堂 WORLD ORDER KiLa                  | 世界で活躍する日本人パフォーマーが 明日使えるスゴ技教えます |        |
| 8    | 2013年12月8日  | 蛯名健一 カプリオール コロッケ Daichi Tokura | 世界で活躍する日本人パフォーマーが 明日使えるスゴ技教えます |        |
| 9    | 2013年12月15日 | KiLa                                         | 緊急生放送SP                                                | 生放送 |
| 10   | 2014年1月12日  | KiLa                                         | 天才マジシャンKiLa Vol.1                                    |        |
| 11   | 2014年1月19日  | 長谷川秀樹                                   | インフルエンザ予防に革命を起こす男                          |        |
| 12   | 2014年1月26日  | 竹田恒泰                                     | 明治天皇の玄孫 竹田恒泰                                     |        |
| 13   | 2014年2月2日   | KiLa                                         | 天才マジシャンKiLa Vol.2                                    |        |
| 14   | 2014年2月16日  | 近藤麻理恵                                   | 片付けのカリスマ 近藤麻理恵                                 | [ 6 ]  |
| 15   | 2014年2月23日  | 南雲吉則                                     | 58歳南雲流トンデモ健康法                                    |        |
| 16   | 2014年3月2日   | 廣戸聡一                                     | 体に合った運動法で誰でも運動神経UP                          |        |
| 17   | 2014年3月9日   | 宮本哲也                                     | 教えない勉強法                                              |        |
| 18   | 2014年3月16日  | 石神秀幸                                     | ラーメンは地球を救う                                        |        |
| 19   | 2014年3月23日  | 猪子寿之                                     | デジタルで人がつながり合う未来                              | [ 7 ]  |

## スタッフ
- 総合演出：近藤真広（フジテレビ）
- ナレーター：真地勇志
- 構成：小野高義 / 金井夏生、オークラ、大井洋一、今関ちなつ、今井太郎、羽柴拓
- TP：塩津英史
- TM：高瀬義美
- SW：藤本敏行
- CAM：小林光行
- VE：高木稔、嶋田義子
- MIX：松原瑞貴
- 照明：根本進
- 美術プロデューサー：三竹寛典（フジテレビ）
- 美術デザイン：棈木陽次（フジテレビ）
- 美術進行：矢野雄一郎、椛田学
- 大道具：西田武史
- アクリル装飾：稲垣雄二
- アートフレーム：坂脇慎吾
- 電飾：時任伊織
- 装飾：川合将吾
- アレンジ：荒川直史
- メイク：綿谷菜那
- CG：鈴木鉄平（フジテレビ）
- 編集：奥山修
- MA：民幸之助
- 音効：松長芳樹
- TK：碓井香都子
- 技術協力：ニユーテレス、IMAGICA、fmt（旧FLT）、Digital Circus
- 制作協力：ガッツエンターテイメント、クリーク・アンド・リバー社
- リサーチ：佐藤直也、川嶋隆幸
- 広報：瀬田裕幸（フジテレビ）
- デスク：山下智美
- AP：安喜昌史（フジテレビ）、石川敬大（クリーク・アンド・リバー社）、廣中ゆかり（ガッツエンターテイメント）、金子三枝
- 業務管理P：挾間英行（フジテレビ、以前はプロデューサー）
- ディレクター：長久弦（ガッツエンターテイメント） / 浅野克己・大平進士・藤巻圭吾（クリーク・アンド・リバー社）、野村哲史・早川多祐（ガッツエンターテイメント）、高山和大（フォルコム）、小石重蔵（ガッツエンターテイメント）、角山僚祐（フジテレビ）、黒澤寛・池山喜勇・蝦名奈月（クリーク・アンド・リバー社） / 神尾昌宏（D:COMPLEX）
- 監修：〆谷浩斗、金子傑（フジテレビ、以前は演出）
- プロデューサー：安西義裕（ガッツエンターテイメント）、宇和川隆（クリーク・アンド・リバー社）、増谷秀行（ザ・スピングラス）、開発勇輔（以前はAP）
- 演出：佐藤一輝（ガッツエンターテイメント、以前はディレクター）
- チーフプロデューサー：小仲正重（フジテレビ）
- 制作：フジテレビバラエティ制作部
- 制作著作：フジテレビ

### 過去のスタッフ
- ナレーター：佐野文俊、斉藤舞子（フジテレビアナウンサー）
- 美術制作・デザイン：桐山三千代（フジテレビ）
- デスク：高畑知恵子
- ディレクター：足立原円香、山田賢太郎（フジテレビ）

## ネット局と放送時間
| 放送対象地域   | 放送局             | 系列                          | 放送曜日・放送時間 | 備考       |
| -------------- | ------------------ | ----------------------------- | ------------------ | ---------- |
| 関東広域圏     | フジテレビ         | フジテレビ系列                | 日曜 21:00 - 21:54 | 制作局     |
| 北海道         | 北海道文化放送     | フジテレビ系列                | 日曜 21:00 - 21:54 | 同時ネット |
| 岩手県         | 岩手めんこいテレビ | フジテレビ系列                | 日曜 21:00 - 21:54 | 同時ネット |
| 宮城県         | 仙台放送           | フジテレビ系列                | 日曜 21:00 - 21:54 | 同時ネット |
| 秋田県         | 秋田テレビ         | フジテレビ系列                | 日曜 21:00 - 21:54 | 同時ネット |
| 山形県         | さくらんぼテレビ   | フジテレビ系列                | 日曜 21:00 - 21:54 | 同時ネット |
| 福島県         | 福島テレビ         | フジテレビ系列                | 日曜 21:00 - 21:54 | 同時ネット |
| 新潟県         | 新潟総合テレビ     | フジテレビ系列                | 日曜 21:00 - 21:54 | 同時ネット |
| 長野県         | 長野放送           | フジテレビ系列                | 日曜 21:00 - 21:54 | 同時ネット |
| 静岡県         | テレビ静岡         | フジテレビ系列                | 日曜 21:00 - 21:54 | 同時ネット |
| 富山県         | 富山テレビ         | フジテレビ系列                | 日曜 21:00 - 21:54 | 同時ネット |
| 石川県         | 石川テレビ         | フジテレビ系列                | 日曜 21:00 - 21:54 | 同時ネット |
| 福井県         | 福井テレビ         | フジテレビ系列                | 日曜 21:00 - 21:54 | 同時ネット |
| 中京広域圏     | 東海テレビ         | フジテレビ系列                | 日曜 21:00 - 21:54 | 同時ネット |
| 近畿広域圏     | 関西テレビ         | フジテレビ系列                | 日曜 21:00 - 21:54 | 同時ネット |
| 島根県・鳥取県 | 山陰中央テレビ     | フジテレビ系列                | 日曜 21:00 - 21:54 | 同時ネット |
| 岡山県・香川県 | 岡山放送           | フジテレビ系列                | 日曜 21:00 - 21:54 | 同時ネット |
| 広島県         | テレビ新広島       | フジテレビ系列                | 日曜 21:00 - 21:54 | 同時ネット |
| 愛媛県         | テレビ愛媛         | フジテレビ系列                | 日曜 21:00 - 21:54 | 同時ネット |
| 高知県         | 高知さんさんテレビ | フジテレビ系列                | 日曜 21:00 - 21:54 | 同時ネット |
| 福岡県         | テレビ西日本       | フジテレビ系列                | 日曜 21:00 - 21:54 | 同時ネット |
| 佐賀県         | サガテレビ         | フジテレビ系列                | 日曜 21:00 - 21:54 | 同時ネット |
| 長崎県         | テレビ長崎         | フジテレビ系列                | 日曜 21:00 - 21:54 | 同時ネット |
| 熊本県         | テレビくまもと     | フジテレビ系列                | 日曜 21:00 - 21:54 | 同時ネット |
| 鹿児島県       | 鹿児島テレビ       | フジテレビ系列                | 日曜 21:00 - 21:54 | 同時ネット |
| 沖縄県         | 沖縄テレビ         | フジテレビ系列                | 日曜 21:00 - 21:54 | 同時ネット |
| 大分県         | テレビ大分         | 日本テレビ系列 フジテレビ系列 | 水曜 16:52 - 17:53 | 3日遅れ    |

テレビ宮崎（宮崎県。フジテレビ・日本テレビ・テレビ朝日系列）は、レギュラー番組としては放送していないが、宮崎地鶏を扱った回（同局の高橋巨典アナウンサーが出演。フジテレビ2013年8月25日放送分）を、約1ヶ月遅れ9月21日（土曜） 15:30 - 16:25に単発で放送された。